# قنزات
قنزات (به عربی: قنزات) یک شهرداری در الجزایر است که در استان سطیف واقع شده‌است.